# 457 ألليجينيا
ألليجينيا هو الكويكب رقم 457 الذي تم اكتشافه من قبل عالم الفلك ماكس ولف من مرصد هايدلبرغ وكان ذلك في 15 سبتمبر من عام 1900 في ألمانيا. 